# Chaussée d’Antin – La Fayette
Chaussée d’Antin – La Fayette – stacja linii 7 i 9 metra w Paryżu, położona w 9. dzielnicy.

## Stacja
Stacja została otwarta w 1910 roku. Posiada dwie jednonawowe hale peronowe, każda z dwoma peronami bocznymi.
Nad torami linii 7 znajduje się fresk Hiltona McConnico o powierzchni 470 m², wykonany z okazji dwustulecia rewolucji francuskiej w 1989 roku. Przedstawia on markiza La Fayette wskazującego palcem Nowy Świat pod postacią dziecka spoglądającego na żołnierzy i La Fayette'a. Wolność, symbolizowana przez młodą kobietę, trzyma płomień i patrzy na traktat o współpracy między La Fayettem a Jerzym Waszyngtonem. Dalej La Fayette patrzy w stronę Wolności.

## Przesiadki
Stacja umożliwia przesiadki na autobusy dzienne RATP.

## Otoczenie
W pobliżu stacji znajduje się dom handlowy Galeries Lafayette.

## Wydarzenia
24 kwietnia 2012 w wejście na stację wpadł samochód. Żaden z przechodniów nie został potrącony. Kierowca pojazdu pomylił schody prowadzące na stację z wjazdem do podziemnego garażu.